# Cyphomyrmex salvini
Cyphomyrmex salvini är en myrart som beskrevs av Auguste-Henri Forel 1899. Cyphomyrmex salvini ingår i släktet Cyphomyrmex och familjen myror. Inga underarter finns listade i Catalogue of Life.